# مير زاهد
مير زاهد (ت. 1101 هـ / 1689 م) هو عالم أفغاني. هو محمد «مير زاهد» بن محمد أسلم الحسيني الهروي، ولد بالهند، أقام في كابل وتوفي فيها، جعله السلطان شاهجهان محررا لوقائع كابل عام 1062، وعندما تولى السلطان عالمكير جعله محتسبا على العسكر سنة 1077.

## آثاره
من آثاره:
- حاشية على شرح جلال الدين الدواني على تهذيب المنطق للتفتازاني - طبع في قازان 1888 م.
- شرح رسالة التصورات والتصديقات للقطب الرازي - مطبوع.
- حاشية على شرح المواقف - طبع في الهند غير ذي مرة.[3]
- حاشية على الشمسية في المنطق.
- تفسير - بالفارسية.[4]